# Oison
Oison ist eine französische Gemeinde mit 122 Einwohnern (Stand: 1. Januar 2022) im Département Loiret in der Region Centre-Val de Loire. Sie gehört zum Kanton Pithiviers und zum Arrondissement Pithiviers. 
Nachbargemeinden sind Tivernon im Nordwesten, Chaussy im Norden, Bazoches-les-Gallerandes im Nordosten, Aschères-le-Marché im Südosten, Ruan im Südwesten und Lion-en-Beauce im Westen.

## Bevölkerungsentwicklung

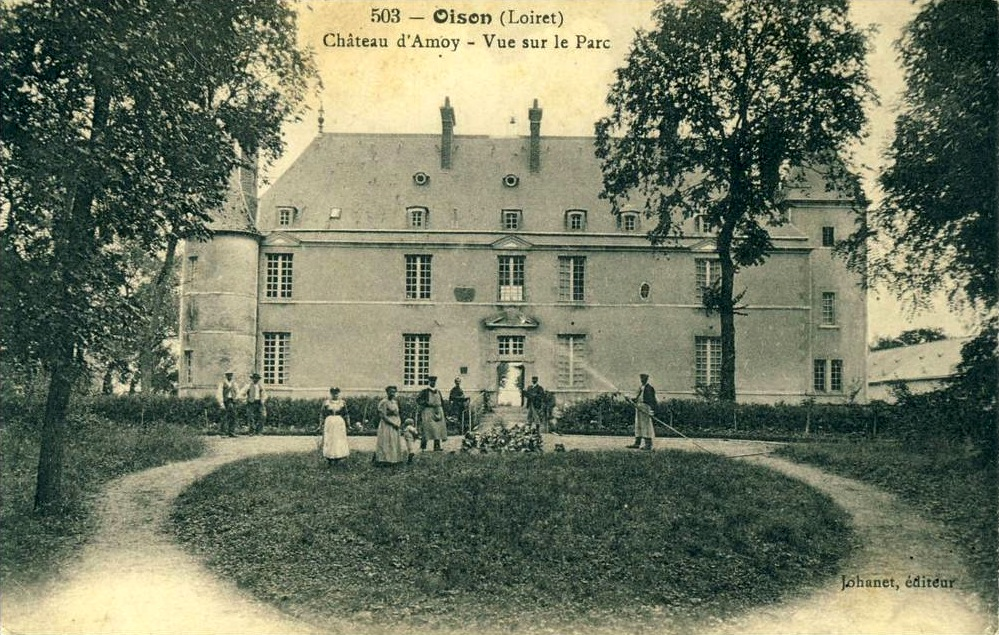
Alte Postkarte des Schlosses Amoy

| Jahr      | 1962 | 1968 | 1975 | 1982 | 1990 | 1999 | 2011 | 2018 |
| --------- | ---- | ---- | ---- | ---- | ---- | ---- | ---- | ---- |
| Einwohner | 168  | 144  | 122  | 129  | 101  | 127  | 135  | 130  |